# 沟痕绒球蟹
沟痕绒球蟹（学名：[Doclea canalifera] 错误：{{Lang}}：文本有斜体标记（帮助））为蜘蛛蟹科绒球蟹属的动物。分布于日本、新加坡、印度东岸以及中国大陆的广西、广东、海南岛、福建等地，生活环境为海水，常栖息于水深40-50米的泥底。其生存的海拔范围为-50至-40米。